# Primeira Nação Squamish
A Primeira Nação Squamish é uma das quatro Primeiras Nações do Canadá, cujo povo vive principalmente no interior da Colúmbia Britânica e na cidade de Squamish.